# Droga wojewódzka nr 235
Droga wojewódzka nr 235 (DW235) – droga wojewódzka w woj. pomorskim o długości 55 km łącząca Korne z Chojnicami. Droga przebiega przez 2 powiaty: kościerski (gminy: Kościerzyna, Lipusz i Dziemiany), chojnicki (gminy: Brusy i Chojnice).

## Historia numeracji
Na przestrzeni lat trasa posiadała różne oznaczenia:

| Numer | Przebieg                                       | Lata obowiązywania | Źródło | Uwagi |
| ----- | ---------------------------------------------- | ------------------ | --- | --- |
| ?     | Korne – Dziemiany – Brusy – Męcikał – Chojnice | ? – 1970/1971      | - Mapa samochodowa Polski 1:1 000 , Warszawa: Państwowe Przedsiębiorstwo Wydawnictw Kartograficznych, 1962. Brak numerów stron w książce - Atlas samochodowy Polski 1:500 000. Wyd. IV. Warszawa: Państwowe Przedsiębiorstwo Wydawnictw Kartograficznych, 1965. Brak numerów stron w książce | nieznana numeracja                                                                                            |
| 295   | Korne – Dziemiany – Brusy – Męcikał – Chojnice | 1970/1971 – 1985   | - Mapa samochodowa Polski 1:1 000 , wyd. dziesiąte, Warszawa: Państwowe Przedsiębiorstwo Wydawnictw Kartograficznych, 1971. Brak numerów stron w książce - Samochodowy atlas Polski 1:500 000. Wyd. V. Warszawa: Państwowe Przedsiębiorstwo Wydawnictw Kartograficznych, 1979, s. 25, 49. ISBN 83-7000-017-7. - Hegi Gyula, Domokos György: EUROPE L'EUROPE EUROPA ЕВРОПА Road atlas Atlas Routier Autoatlas АТЛАС автомобильных дорог. Budapeszt: Cartographia Budapest, 1981. ISBN 963-350-412-0. Brak numerów stron w książce | na wydawanych atlasach drogowych po 1980 r. droga oznaczana jako drugorzędna                                  |
| 235   | Korne – Chojnice                               | od 1985 roku       | - Uchwała nr 192 Rady Ministrów z dnia 2 grudnia 1985 r. w sprawie zaliczenia dróg do kategorii dróg krajowych (M.P. z 1986 r. nr 3, poz. 16) - Polska: Atlas samochodowy 1:300 000. Wyd. pierwsze. Warszawa: Polskie Przedsiębiorstwo Wydawnictw Kartograficznych, 1992. ISBN 83-7000-080-0. Brak numerów stron w książce - Polska: mapa samochodowa 1:700 000, wyd. 1, Szczecin: Wydawnictwo Kartograficzne KOMPAS, 1996–1997, ISBN 83-904373-2-5. Brak numerów stron w książce - Polska: mapa samochodowa 1:700 000, wyd. II zmienione i poprawione, Szczecin: Wydawnictwo Kartograficzne KOMPAS, 1997–1998, ISBN 83-904373-3-3. Brak numerów stron w książce - Rozporządzenie Rady Ministrów z dnia 15 grudnia 1998 r. w sprawie ustalenia wykazu dróg krajowych i wojewódzkich (Dz.U. z 1998 r. nr 160, poz. 1071) - Polska 2016: mapa samochodowa 1:700 000, wyd. XXVII, Dom Wydawniczy PWN, 2016, ISBN 978-83-7705-942-5. Brak numerów stron w książce - Polska: atlas samochodowy 1:200 000 dla profesjonalistów. Wyd. IX. Warszawa: Dom Wydawniczy PWN, 2017. ISBN 978-83-7705-978-4. Brak numerów stron w książce | • droga krajowa w latach 1985–1998, od 1 stycznia 1999 r. droga wojewódzka • ograniczenia dla ruchu ciężkiego |

## Dopuszczalny nacisk na oś
Na całej długości drogi dopuszczony jest ruch pojazdów o nacisku pojedynczej osi do 8 ton, do 2012 roku do 10 ton.

## Miejscowości leżące przy trasie DW235

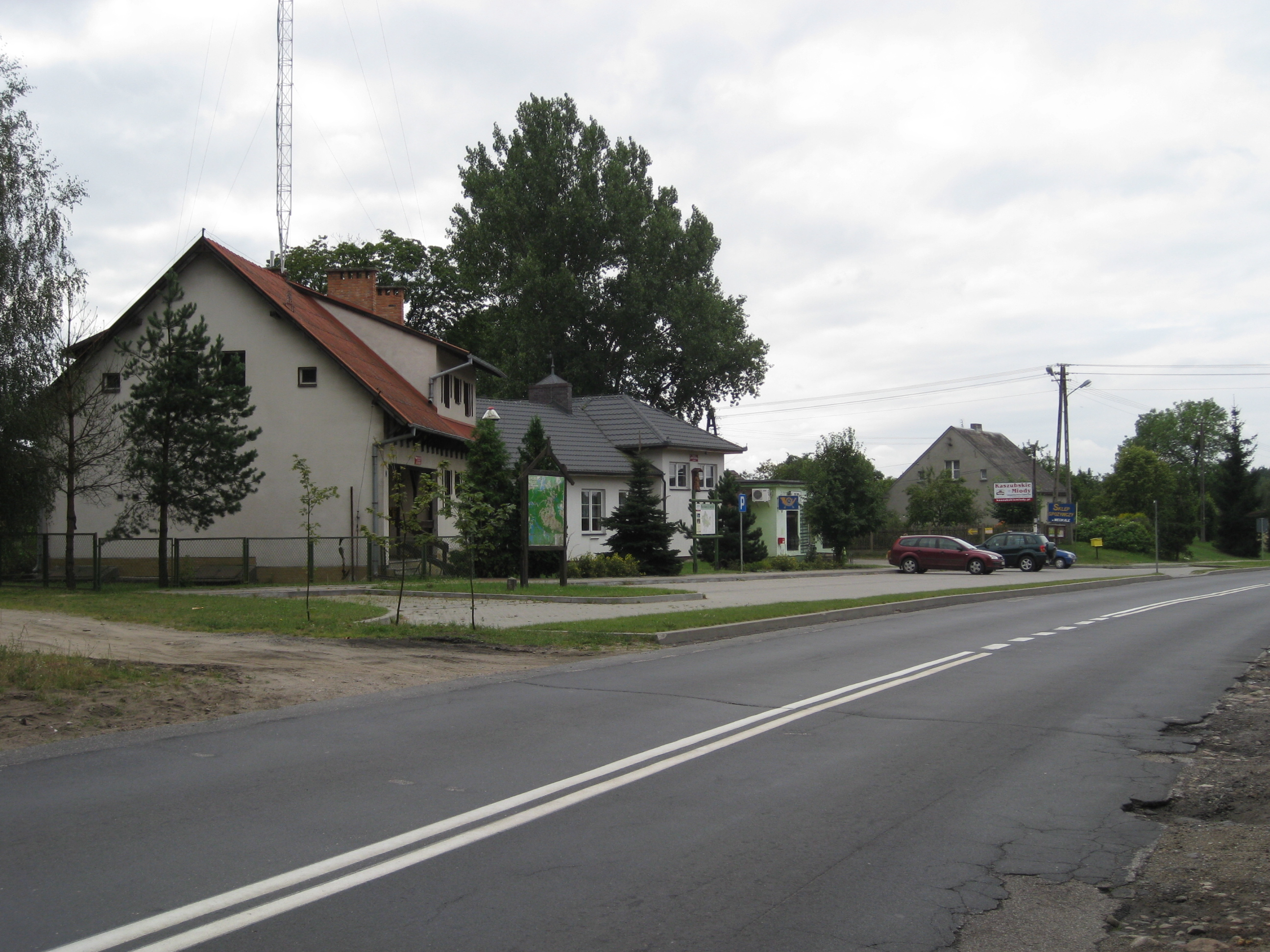
Droga w Męcikale

- Korne
- Lipusz
- Lipuska Huta
- Kalisz
- Dziemiany
- Raduń
- Lamk
- Lubnia
- Zalesie
- Brusy
- Męcikał
- Powałki
- Droga w MęcikaleChojnice